# Powierzchnia siadania
Powierzchnia siadania – miara obszaru zajmowanego przez cząsteczkę adsorbatu na powierzchni granicy dwu faz, np. stałego adsorbentu. Jest najczęściej wyrażana w nm2 lub Å2 na 1 cząsteczkę.
Pojęcie to jest wykorzystywane przy obliczaniu pola powierzchni właściwej wyznaczanej na podstawie danych adsorpcji gazów lub adsorpcji z roztworów.
Powierzchnia siadania ma charakter wielkości statystycznej a nie geometrycznej powierzchni przekroju, co wynika ze sposobu jej pomiaru. Podawane w literaturze przedmiotu wielkości mogą różnić się nawet o kilkadziesiąt procent.
Wielkość ta zależy m.in. od:
- temperatury (drgania cieplne nie pozwalają na gęste upakowanie cząsteczek adsorbatu),
- oddziaływania adsorbat-adsorbent (silne oddziaływania "pionowe" mogą spowodować gęstsze upakowanie adsorbatu niż to jest możliwe w jego fazie skondensowanej – ciekłej lub stałej),
- rodzaju adsorbentu, w szczególności topografii jego powierzchni (odległości pomiędzy centrami adsorpcyjnymi niedopasowane do typowych odległości pomiędzy cząsteczkami adsorbatu w fazie skondensowanej, przy obecności silnych oddziaływań adsorbat-adsorbent, mogą być przyczyną rozrzedzenia bądź zwiększenia gęstości adsorbatu).

Dla cząsteczki azotu N2 w temperaturze 77–78 K przyjmuje się zwykle 0,162 nm2. Dla cząsteczki benzenu C6H6 lub jego prostych pochodnych jednofunkcyjnych w temperaturze ok. 25 °C (298 K) przyjmuje się z reguły 0,35–0,40 nm2.